# Вижницька міська рада
Ви́жницька міська́ ра́да — адміністративно-територіальна одиниця та орган місцевого самоврядування в Вижницькому районі Чернівецької області. Адміністративний центр — місто Вижниця.

## Загальні відомості
- Територія ради: 2,7 км²
- Населення ради: 4 230 осіб (станом на 1 січня 2012 року)

## Населені пункти
Міській раді підпорядковані населені пункти:
- м. Вижниця

## Склад ради
Рада складається з 26 депутатів та голови.
- Голова ради: Чепіль Олексій Георгійович
- Секретар ради: Бельмега Тетяна Тарасівна

### Керівний склад попередніх скликань
| Прізвище, ім'я, по батькові  | Основні відомості                                                      | Дата обрання | Дата звільнення |
| ---------------------------- | ---------------------------------------------------------------------- | ------------ | --------------- |
| Пилипюк Володимир Богданович | Міський голова, 1950 року народження, член Української Народної Партії | 26.03.2006   | 31.10.2010      |
| Чепіль Олексій Георгійович   | Міський голова, 1954 року народження, освіта вища, безпартійний        | 31.10.2010   |                 |

Примітка: таблиця складена за даними сайту Верховної Ради України

### Депутати
За результатами місцевих виборів 2010 року депутатами ради стали:

#### За суб'єктами висування
| Суб'єкт висування                                       | Кількість обраних депутатів | %    |
| ------------------------------------------------------- | --------------------------- | ---- |
| Політична партія Всеукраїнське об'єднання «Батьківщина» | 6                           | 23,1 |
| Народна партія                                          | 4                           | 15,4 |
| Політична партія «Фронт Змін»                           | 4                           | 15,4 |
| Партія регіонів                                         | 3                           | 11,5 |
| Політична партія Всеукраїнське об'єднання «Свобода»     | 3                           | 11,5 |
| Політична партія Народний Рух України                   | 2                           | 7,7  |
| Політична партія «Наша Україна»                         | 2                           | 7,7  |
| Партія «За Права Людини»                                | 1                           | 3,8  |
| Соціалістична партія України                            | 1                           | 3,8  |

#### За округами
| № округу                                                | Прізвище, ім'я, по батькові   | Дата визнання обраним | Освіта  | Партійна приналежність                        | Відомості про обраного депутата                                                         |
| ------------------------------------------------------- | ----------------------------- | --------------------- | ------- | --------------------------------------------- | --------------------------------------------------------------------------------------- |
| Народна Партія                                          |                               |                       |         |                                               |                                                                                         |
| б/м                                                     | Кичма Жанна Ярославівна       | 04.11.2010            | вища    | член Народної партії                          | Управління Пенсійного фонду України у Вижницькому районі, заступник начальника          |
| б/м                                                     | Коваль Іван Миколайович       | 04.11.2010            | середня | позапартійний                                 | приватний підприємець                                                                   |
| 7                                                       | Яворенко Світлана Василівна   | 04.11.2010            | вища    | позапартійна                                  | Обласний наркологічний диспансер, лікар-нарколог                                        |
| 11                                                      | Яремчук Дмитро Ярославович    | 04.11.2010            | вища    | позапартійний                                 | Вижницька ЦРЛ, лікар                                                                    |
| Партія «За Права Людини»                                |                               |                       |         |                                               |                                                                                         |
| 2                                                       | Плав'юк Наталія Іллівна       | 04.11.2010            | вища    | позапартійна                                  | Фінансове управління Вижницької РДА, заступник начальника. начальник бюджетного відділу |
| Партія регіонів                                         |                               |                       |         |                                               |                                                                                         |
| б/м                                                     | Таушер Олександр Михайлович   | 04.11.2010            | вища    | член Партії регіонів                          | Міський центр фізичного здоров'я населення «Спорт для всіх», директор                   |
| б/м                                                     | Гайдук Наталія Михайлівна     | 04.11.2010            | вища    | член Партії регіонів                          | тимчасово не працює                                                                     |
| б/м                                                     | Бечка Микола Олексійович      | 04.11.2010            | середня | позапартійний                                 | тимчасово не працює                                                                     |
| Політична партія Всеукраїнське об'єднання «Батьківщина» |                               |                       |         |                                               |                                                                                         |
| б/м                                                     | Вятковська Наталія Танасіївна | 04.11.2010            | вища    | член Всеукраїнського об'єднання «Батьківщина» | приватний підприємець                                                                   |
| б/м                                                     | Овадюк Людмила Станіславівна  | 04.11.2010            | вища    | член Всеукраїнського об'єднання «Батьківщина» | Комунально-унітарне підприємство «Комунальник», директор                                |
| б/м                                                     | Бойко Вячеслав Миколайович    | 04.11.2010            | вища    | член Всеукраїнського об'єднання «Батьківщина» | Управління праці і соціального захисту населення РДА, начальник відділу                 |
| 8                                                       | Голобуцький Олег Юрійович     | 04.11.2010            | вища    | позапартійний                                 | Вижницька ЦРЛ, лікар                                                                    |
| 9                                                       | Данилко Галина Сидорівна      | 04.11.2010            | вища    | позапартійна                                  | Вижницький дошкільний заклад, вихователь                                                |
| 13                                                      | Мельник Надія Василівна       | 04.11.2010            | вища    | позапартійна                                  | пенсіонер                                                                               |
| Політична партія Всеукраїнське об'єднання «Свобода»     |                               |                       |         |                                               |                                                                                         |
| б/м                                                     | Савчук Олег Іванович          | 04.11.2010            | вища    | член Всеукраїнського об'єднання «Свобода»     | тимчасово не працює                                                                     |
| б/м                                                     | Савчук Ігор Іванович          | 04.11.2010            | вища    | член Всеукраїнського об'єднання «Свобода»     | тимчасово не працює                                                                     |
| 3                                                       | Кіцул Юрій Ярославович        | 04.11.2010            | вища    | член Всеукраїнського об'єднання «Свобода»     | Вижницька гімназія, вчитель                                                             |
| Політична партія Народний Рух України                   |                               |                       |         |                                               |                                                                                         |
| 1                                                       | Закусило Іван Петрович        | 04.11.2010            | вища    | позапартійний                                 | підприємець                                                                             |
| 6                                                       | Додяк Микола Мирославович     | 04.11.2010            | вища    | член Народного Руху України                   | Вижницька РДА, начальник відділу                                                        |
| Політична партія «Наша Україна»                         |                               |                       |         |                                               |                                                                                         |
| 10                                                      | Никоряк Дмитро Павлович       | 04.11.2010            | вища    | член Політичної партії «Наша Україна»         | УДК «Укртрансбуд», віце — президент                                                     |
| 12                                                      | Ткачук Марія Василівна        | 04.11.2010            | вища    | член Політичної партії «Наша Україна»         | Пансіонат «Черемош», директор                                                           |
| Політична партія «Фронт Змін»                           |                               |                       |         |                                               |                                                                                         |
| б/м                                                     | Михальчук Василь Онуфрійович  | 04.11.2010            | вища    | член Політичної партії «Фронт Змін»           | приватний підприємець                                                                   |
| б/м                                                     | Єрема Роман Іванович          | 04.11.2010            | вища    | член Політичної партії «Фронт Змін»           | приватний підприємець                                                                   |
| б/м                                                     | Лучик Василь Танасійович      | 04.11.2010            | вища    | член Політичної партії «Фронт Змін»           | тимчасово не працює                                                                     |
| 5                                                       | Бельмега Тетяна Тарасівна     | 04.11.2010            | вища    | член Політичної партії «Фронт Змін»           | Вижницька міська рада, секретар                                                         |
| Соціалістична партія України                            |                               |                       |         |                                               |                                                                                         |
| 4                                                       | Гора Василь Володимирович     | 04.11.2010            | вища    | позапартійний                                 | Вижницька РДА, начальник служби у справах дітей                                         |